# Adrienne Armstrong
Adrienne Armstrong (nacida como Adrienne Ilene Nesser; Mineápolis, 6 de octubre de 1969) es una diseñadora, empresaria y licenciada en sociología estadounidense, también conocida por ser la esposa del músico Billie Joe Armstrong, líder de la banda de punk rock Green Day. 
Es fundadora y copropietaria, junto con Billie Joe Armstrong, de Adeline Records y diseñadora de sus propias compañías de ropa, llamadas Adeline Street y Atomic Garden.

## Biografía
Adrienne Nesser o Adrienne Armstrong, nació en Minneapolis, en el estado de Minnesota, Estados Unidos.
Tiene una licenciatura en Sociología de la Universidad de Minnesota.
Adrienne conoció al cantante de la banda Green Day, Billie Joe Armstrong en un concierto que realizaba dicha banda en Minneapolis, ciudad natal de Adrienne, en el año 1990. Hablaron por primera vez cuando ella se acercó a comprar el primer álbum de la banda, y tras eso, empezaron a comunicarse por teléfono. El primer beso entre ellos inspiró a Billie a escribir la canción 2,000 Light Years Away.
Ella estaba comprometida con otro chico, Billy Bisson, a quien dejó tras conocer a Billie Joe. En 1994, se fue a vivir con Billie a California, eso inspiró a Billie la canción Westbound Sing. Se casaron el 2 de julio de ese mismo año. La pareja tiene dos hijos, Joseph Marcicano Armstrong, al que llaman Joey, nacido el 28 de febrero de 1995 y llamado así por Joey Ramone, vocalista de la banda The Ramones e ídolo de su padre, Billie Joe, y Jakob Danger Armstrong, nacido el 12 de septiembre de 1998. Actualmente vive en Oakland, California junto a su marido y sus hijos. Billie Joe escribió muchas canciones sobre Adrienne como 80, 2000 Light Years Away, Private Ale, Westbound Sign, When I Come Around, Redundant, Worry Rock, Scattered, Poprocks & Coke, Church On Sunday, Do Da Da, Dry Ice, On The Wagon, Minnesota Girl, Last Night on Earth, When It's Time, Sweet 16, Missing You, entre otras.

## Adeline Street
Adrienne comenzó su carrera en la moda a la edad de 17 años, cuando trabajaba en una tienda de ropa reciclada en Minneapolis, Minnesota. En una entrevista en junio de 2006 habló de sus primeras experiencias con la creación de ropa, ella comentó: "Me gustaría traer a casa bolsas y bolsas de ropa y destrozarlas una a una tratando de hacer cosas diferentes y ecológicas." 
Adrienne también afirma que ella "tenía una idea específica de su propio estilo y siempre trabajó en la creación de ropa que le gustaba, independientemente de cualquier moda." 
Adrienne afirma tener un "sexto sentido para la moda eléctrica", y ha declarado varias veces que tanto ella como su marido y sus hijos "llevan las cosas que ellos quieran, sin importar si son de una tienda de segunda mano o de la mejor boutique del mundo". La canción de Green Day "Fashion Victim", lanzada en el álbum de la banda Warning, en 2000, se trata de la escena de la moda de hoy y la cantidad de personas que gastan tiempo y dinero sólo para encajar.
Cuando se le preguntó acerca de la importancia de la moda en la escena punk, Adrienne comentó: "Yo creo realmente que la moda no es tan importante, hay gente ahí afuera que piensa que todo lo que te pones es a partir del código de vestir punk predecible y de las marcas de diseño de gama alta, no me gustan las etiquetas en general, soy muy limitada. Me gusta estar en un show de punk tanto como en la entrega de premios y no me visto para encajar, me pongo lo que me gusta, independientemente de donde estoy, lo que soy o de lo que vamos a hacer. " 
Adeline Street se inició en febrero de 2005, como una extensión de Adeline Records, y rápidamente se graduó de la mercancía de la banda de base en una línea completa de ropa de hombre y mujer. La línea es en gran parte influenciada por la pasión de Nesser 'para el estilo individual, y es un esfuerzo de colaboración entre la pareja. Adrienne describe Billie, su marido, como "un hombre de ideas". Adrienne no solo trabaja con mujeres, niños y líneas de accesorios, sino que también desempeña un gran papel en la línea de los hombres, siendo Billie, el que se suele encargar de la parte masculina.
La ropa se puede comprar a través de varias tiendas en todo Estados Unidos, y en línea a través de varios sitios web, un porcentaje de las ganancias trimestrales va a obras de caridad. La tienda virtual Adeline Street también cuenta con un 'Take Action' de recursos, alentando a los visitantes para convertirse e involucrados en causas sociales y ambientales.

## Acción para el medio ambiente y Atomic Garden
En abril de 2007, la familia Armstrong ofreció con el proyecto de desarrollo hábitat para la humanidad, que trabajan en New Orleans durante tres días.
Adrienne se compromete a trabajar con el Natural Resources Defense Council. Compuso un vídeo para ayudar a crear conciencia de las cosas que todos los días la gente puede hacer para proteger el medio ambiente. El sitio web de Green Day + NRDC también ofrece a los visitantes la oportunidad de participar en causas ambientales y campañas.
En noviembre de 2007, se unió a Jamie Kidson para abrir Atomic Garden, ubicado en 5453 College Avenue en Oakland, California, una ropa amigable con el medio ambiente y la tienda de artículos para el hogar con una orientación comunitaria fuerte. Un blog sobre el tema "More Ways To Waste Time", también da información sobre el proyecto .
En un pódcast reciente con Vickie Howell, Adrienne discutió Atomic Garden, así como su otro trabajo ambiental en curso.